# Texas Instruments
Texas Instruments (TI) est une entreprise d'électronique américaine renommée dans le domaine des composants électroniques passifs et des semi-conducteurs fondée en 1941. Originellement nommée Geophysical Service Incorporated (GSI), la société prend son nom actuel en 1951. Son siège est à Dallas, Texas. TI compte plus de 30 000 employés et un catalogue de plus de 80 000 produits, notamment des microcontrôleurs, processeurs, capteurs, connectivité sans fil et calculatrices scientifiques.

## Principaux actionnaires
Au 1er février 2025, la capitalisation boursière de TI est estimée à un peu plus de 171 mUSD, et les principaux actionnaires sont
 :
| Actionnaire                                          | Part 2020 | Part 2025 |
| ---------------------------------------------------- | --------- | --------- |
| Vanguard Fiduciary Trust Co.                         | _9,2 %    | 10,2 %    |
| BlackRock Advisors LLC                               | _2,5 %    | _6,9 %    |
| State Street Corporation                             | _4,2 %    | _4,6 %    |
| Capital Research & Management Co. (Global Investors) | _3,5 %    | _4,0 %    |
| JPMorgan Investment Management, Inc.                 | _         | _3,0 %    |
| autres actionnaire                                   | 80,6 %    | 71,3 %    |
| Total                                                | 100 %     | 100 %     |

## Produits professionnels

### Circuits intégrés
Texas Instruments a notamment inventé le circuit intégré, ouvrant ainsi la voie au développement de l'informatique tel qu'on le connaît actuellement. Texas Instruments a mis sur le marché ses premiers circuits intégrés logiques en 1961. Cette invention valut, en 2000, le prix Nobel de physique à Jack Kilby,,.
TI est très présente dans le domaine des DSP. Elle fabrique aussi de nombreux chipsets pour appareils embarqués ; par exemple, la série des processeurs OMAP.
TI a toujours été parmi les dix plus importants fabricants de puces électroniques. En 2011, TI est numéro trois, derrière Intel et Samsung, mais devant Toshiba et STMicroelectronics.
Texas Instruments développe également des applications dans les domaines de l'espace, de l'avionique et de la défense.

### Cinéma numérique
Texas Instruments est également présente dans l'industrie cinématographique,,. La technologie DLP Cinema est présentée le 18 juin 1999 aux États-Unis dans deux salles, à Los Angeles et à New York, puis le 2 février 2000 en Europe, dans une salle à Paris.

## Produits grand public
Texas Instruments commercialise certains produits dérivés, comme les calculatrices électroniques de poche, avec le sigle « TI ». Son logo reprend ces deux lettres en relief sur une carte stylisée du Texas.
En 1967, il construit un premier prototype de "calculateur qui tient dans la main" et en dépose le brevet le 29 septembre. 
Leur première calculatrice de poche vendue en France est la TI-2500 Datamath, qui arrive à Paris le 12 octobre 1972. Son prix de 970 francs français est alors équivalent au salaire mensuel d'un instituteur.
TI a aussi été actif dans le domaine des jeux éducatifs avec, entre autres, la commercialisation en France à partir de 1979 de La Dictée magique.

## Model Notable.[pasclair]
TI-83 Plus
- Année de sortie : 2001
- Ventes estimées : Plus de 30 millions d'unités
- La TI-83 Plus a été un modèle phare dans l'éducation secondaire, notamment en raison de son interface simple et de ses fonctionnalités graphiques accessibles.

## Galerie

Logo de la marque.
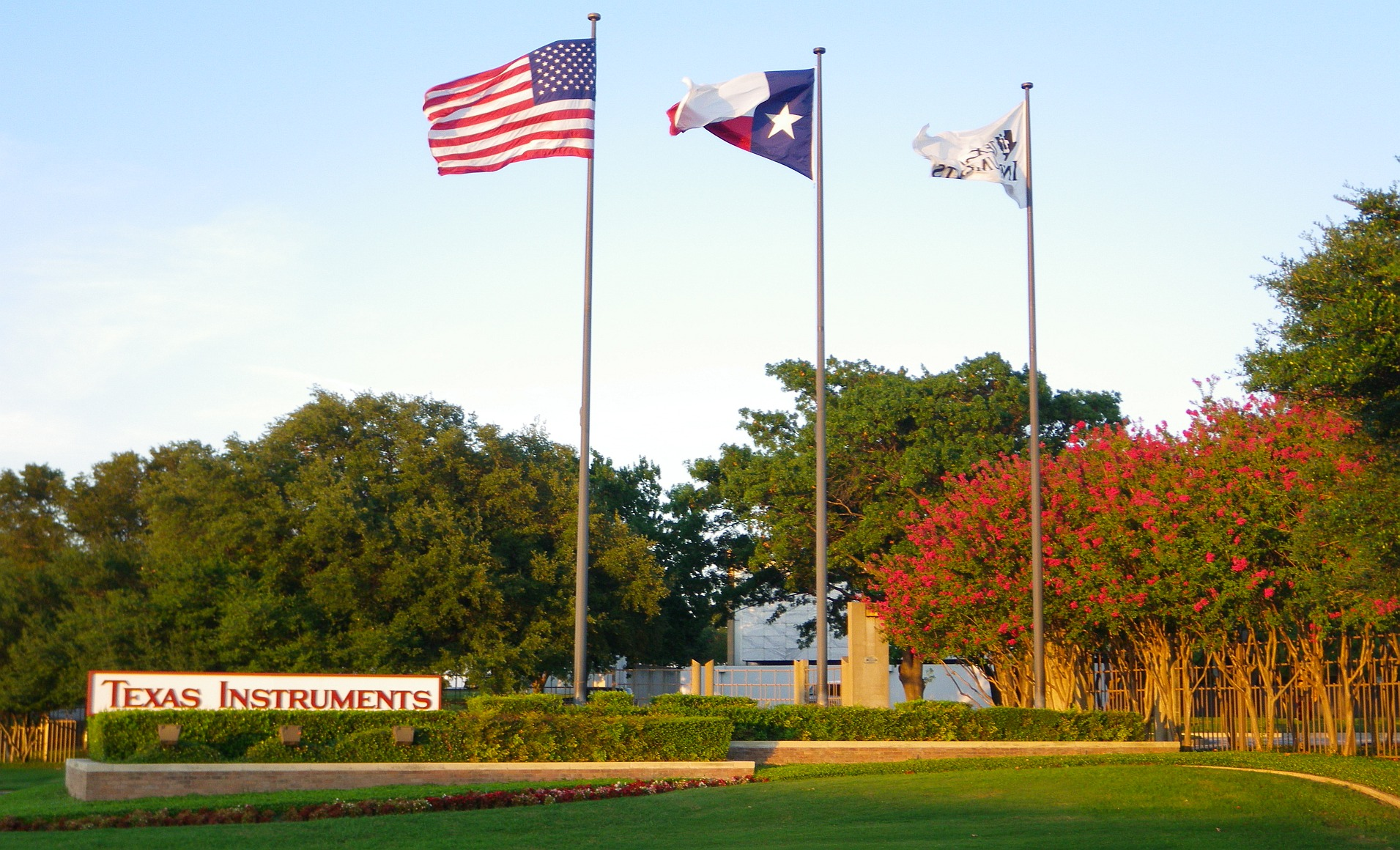
Le siège de TI à Dallas, au Texas.
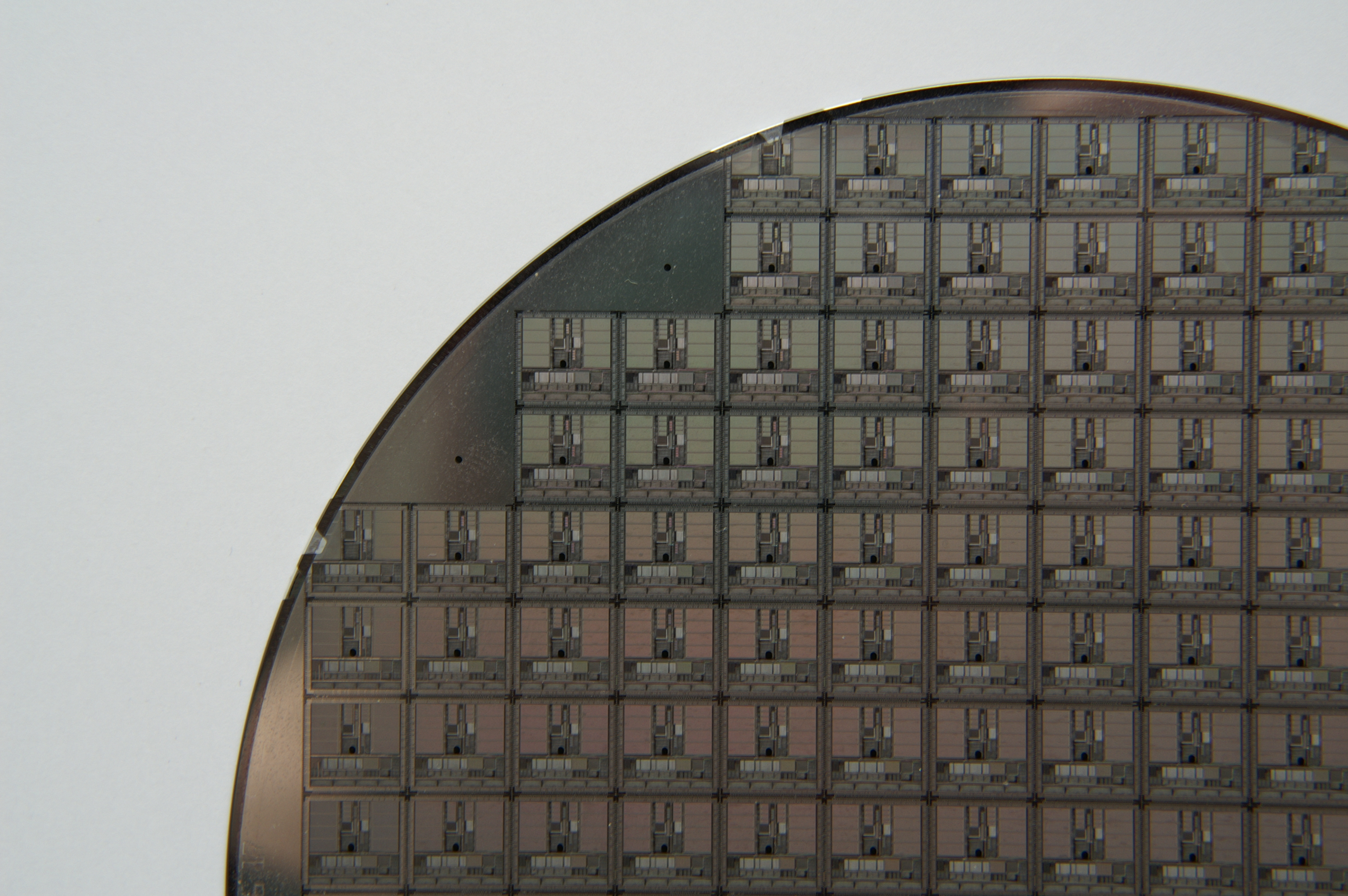
Des microprocesseurs sur la tranche de silicium (wafer) qui sert à leur fabrication.
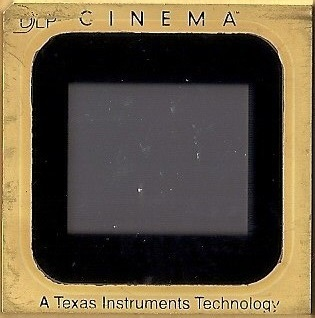
Technologie Texas Instruments DLP Cinema.
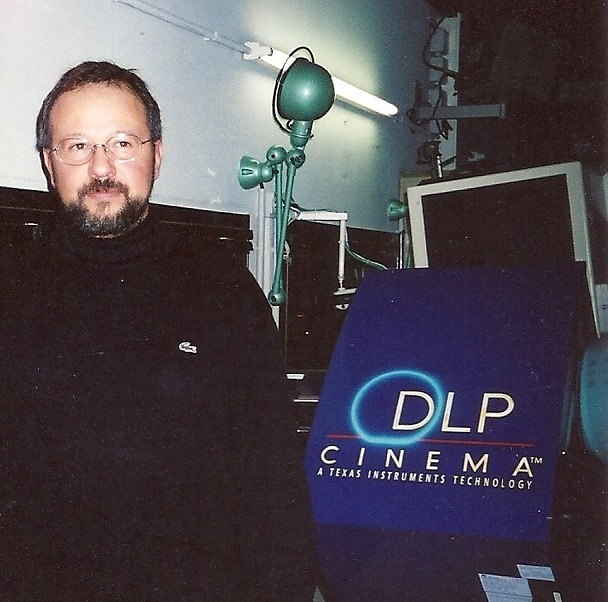
Prototype du projecteur numérique DLP Cinema à Paris, 2000.